# Fanthamia carina
Fanthamia carina är en tvåvingeart som först beskrevs av Meillon och Hardy 1953.  Fanthamia carina ingår i släktet Fanthamia och familjen svidknott. Inga underarter finns listade i Catalogue of Life.